# Jubbada Hoose
Jubbada Hoose (català Juba Inferior és una regió administrativa (gobolka) de Somàlia, a l'extrem sud-sud-oest del país. La seva capital és Kismaayo, segona ciutat de Somàlia. Limita amb Kenya (oest), Jubbada Dhexe (nord i est), Gedo (nord) i l'oceà Índic (sud). El seu nom deriva del riu Juba que passa per la regió i desaigua prop de la capital (a Goobweyn) a l'oceà Índic, formant un cridaner contrast entre les aigües vermelles del riu i les blaves de l'oceà.
Es va crear el 1982 amb la major part de l'antiga província del Baix Juba, i la van formar quatre districtes: 
- Kismaayo (capital), coneguda com a Chisimaio, Kishmayo, Kishmayu, Kishimayo, Kishimayu i altres variants
- Afmadoow
- Badhaadhe
- Jamaame

Més tard es va afegir el districte de:
- Xagar

Després de ser teatre de la lluita del general Muhammad Siyad Hersi, àlies Morgan, gendre i fidel de Siad Barre (1992-1999) finalment els clans oposats a Morgan van prendre el poder i van formar l'Aliança de la Vall del Juba que va dominar aquesta regió i la de Jubbada Dhexe fins al 2006. En aquest any, tot i un acord amb la Unió de Corts Islàmiques de Somàlia de què Kismaayo no seria atacada, els islamistes hi van entrar el 23 de setembre. Després de la caiguda de Mogadiscio a mans dels etíops (28 de desembre de 2006) les corts van establir el seu quarter principal a Kismaayo, però les forces etíops i els seus aliats del Govern Federal de Transició van ocupar la ciutat l'1 de gener del 2007. A finals del 2007 els islamistes tornaven a dominar la regió i diversos barris de la capital Kismaayo, i es va fer un acord pel qual no hi hauria combats i els pagaments de taxes serien un 30% per l'Aliança pel Nou Alliberament de Somàlia, un 30% pel Moviment de la Joventut Mujahideen i la resta pel Govern Federal de Transició.

## Nota
1. ↑  aquest límit probablement està modificat i ara Jubbada Dhexe separa Jubbada Hoose de Gedo